# Bobby Pendragon
 (mai 2013).
Si vous disposez d'ouvrages ou d'articles de référence ou si vous connaissez des sites web de qualité traitant du thème abordé ici, merci de compléter l'article en donnant les références utiles à sa vérifiabilité et en les liant à la section « Notes et références ».
Bobby Pendragon est le nom d'une série de romans écrits par D. J. MacHale, qui raconte les aventures d'un héros nommé Bobby Pendragon ainsi que de son meilleur ami, Mark Dimond et Courtney Chetwynde, sa petite amie.
Le premier tome, intitulé Le Marchand de peur, a été publié en 2002 en anglais et en 2003 en français. La série comporte dix livres, traduits par Thomas Bauduret : Le Marchand de peur, La Cité perdue de Faar, La Guerre qui n'existait pas, Cauchemar virtuel, La Cité de l'Eau noire, Les Rivières de Zadaa, Les Jeux de Quillan, Les Pèlerins de Rayne, L'Avènement du corbeau et Les Soldats de Halla.

## L'histoire

### Le commencement
Bobby Pendragon vit une vie normale dans sa maison au Connecticut, lorsque son univers bascule : il est entraîné par son oncle Press dans un autre monde. Il y apprendra qu'il est en fait un Voyageur, c'est-à-dire un humain capable de changer de territoire (espace et temps), grâce à des flumes, sortes de tunnels spatio-temporels. Ne pouvant retourner chez lui, il devra malgré lui continuer à combattre le chaos et rétablir l'équilibre dans les mondes.

### Histoire générale
Le monde est menacé par un personnage maléfique du nom de Saint Dane, dont l'objectif est de faire sombrer Halla (les territoires, les êtres vivants, ce qui est, a été et sera) dans un grand chaos. Bobby, son oncle et d'autres Voyageurs poursuivent cet odieux personnage à travers les différents mondes qui constituent Halla afin de contrecarrer ses plans maléfiques. Ceux-ci visent à détruire chacun des territoires, l'un à la suite de l'autre. Malheureusement, leur chemin est barré par des créatures, les quigs, des monstres sauvages et sans pitié, contrôlés par Saint Dane et qui gardent l'accès aux flumes.

## Le monde de Bobby Pendragon

### Les livres
Dans l'ordre de parution :
1. Le Marchand de peur, Le Rocher, 2003 ((en) The Merchant of Death, 2002) (territoire : Denduron)
2. La Cité perdue de Faar, Le Rocher, 2004 ((en) The Lost City of Faar, 2003) (territoire : Cloral)
3. La Guerre qui n'existait pas, Le Rocher, 2004 ((en) The Never War, 2003) (territoires : Première Terre et Troisième Terre)
4. Cauchemar virtuel, Le Rocher, 2005 ((en) The Reality Bug, 2003) (territoires : Veelox et Zadaa)
5. La Cité de l'Eau noire, Le Rocher, 2005 ((en) Black Water, 2004) (territoires : Eelong, Cloral et Zadaa)
6. Les Rivières de Zadaa, Le Rocher, 2006 ((en) The Rivers of Zadaa, 2005) (territoire : Zadaa)
7. Les Jeux de Quillan, Le Rocher, 2007 ((en) The Quillan games, 2006) (territoire : Quillan)
8. Les Pèlerins de Rayne, Le Rocher, 2008 ((en) The Pilgrims of Rayne, 2007) (territoires : Ibara et Première Terre)
9. L'Avènement du corbeau, Le Rocher, 2009 ((en) Raven Rise, 2008) (territoire : Seconde Terre)
10. Les Soldats de Halla, Le Rocher, 2010 ((en) The Soldiers of Halla, 2009) (territoires : Solara et Troisième Terre)

Il existe un livre hors-série en anglais, The Guide of Territory of Halla.
En 2009, trois autres livres hors-série sur les Voyageurs (Loor, Aja Killian, Alder, etc.) sont parus et racontent divers événements qui ont mené chacun d'entre eux à découvrir qu'ils étaient Voyageurs. La sortie française (Bobby Pendragon : Avant la guerre) est sorti en 2010. Le premier tome est sorti en mars, le second en avril et le troisième en mai. La série se nomme en anglais Pendragon before the war. Le premier livre de Pendragon before the war a été mis en vente aux États-Unis le 27 janvier 2009, le deuxième le 24 février 2009 et le troisième le 24 mars 2009.

### Les différents territoires
Ils sont au nombre de dix et représentés chacun par un symbole différent sur les anneaux que les Voyageurs et les Acolytes portent.
Les voici :
- Première Terre
- Seconde Terre
- Troisième Terre
- Denduron
- Cloral
- Veelox
- Eelong
- Zadaa
- Quillan
- Ibara

### Les Voyageurs des différents territoires
- Première Terre : Gunny (Vincent Van Dyke)
- Seconde Terre : Press Tilton puis Bobby Pendragon et enfin Alexandre Naymeer
- Troisième Terre : Patrick Mac
- Denduron : Alder
- Cloral : Vo Spader
- Veelox : Aja Killian
- Eelong : Seegen puis Kasha
- Zadaa : Osa puis Loor
- Quillan : Nevva Winter et Elli
- Ibara : Remudi puis Siry

### Les quigs
Les quigs sont des créatures qui tentent d'empêcher les Voyageurs d'accéder aux flumes. Ils prennent une apparence différente selon le territoire sur lequel ils se trouvent. Ils sont repérables grâce à leurs yeux qui sont toujours jaunes. 
- Denduron : Ours préhistoriques;
- Cloral : Requins (semblables aux requins blancs);
- Première, Seconde et Troisième Terre : Chiens;
- Eelong : Gars cannibale (humains)
- Zadaa : Serpents géants;
- Quillan : Araignées mécaniques;
- Ibara (et on présume qu'ils sont semblables sur Veelox) : des abeilles venimeuses.